# The Milk Carton Kids
The Milk Carton Kids sind ein US-amerikanisches Indie-Folk-Duo aus Eagle Rock, Kalifornien, USA, bestehend aus den Sängern und Gitarristen Kenneth Pattengale und Joey Ryan.

## Geschichte
Joey Ryan und Kenneth Pattengale gründeten die Band im Jahr 2011, nachdem beide Musiker bereits eine erfolglose Solokarriere hinter sich hatten. Das erste Album mit dem Namen Retrospect wurde noch unter den Namen Kenneth Pattengale & Joey Ryan veröffentlicht. Nach einer Teilnahme beim Festival SXSW im März 2011 spielten The Milk Carton Kids als Vorgruppe und Begleitband für Joe Purdy auf dessen Nordamerika-Tournee, wodurch die Band eine größere Bekanntheit erlangte.
Der erste Auftritt in Deutschland fand am 4. April 2013 in Berlin statt.

## Diskografie
- 2011: Retrospect
- 2011: Prologue
- 2013: The Ash & Clay
- 2014: NPR’s Live From Lincoln Theatre
- 2015: Monterey
- 2015: Wish You Were Here (Single)
- 2018: All the Things That I Did and All the Things That I Didn’t Do
- 2019: The Only Ones
- 2020: Live From Symphony Hall
- 2021: Prologue - 10th Anniversary
- 2023: I Only See the Moon
- 2024: Christmas In A Minor Key

Die ersten beiden Alben der Milk Carton Kids Retrospect und Prologue wurden auf der Website der Gruppe kostenlos zum Download bereitgestellt. Bis Anfang März 2019 wurden die beiden Alben dort mehr als 1,5 Mio. Mal heruntergeladen.

## Auszeichnungen
Das Album The Ash & Clay wurde für die Grammy Awards 2014 als bestes Folk-Album nominiert.
Im Jahr 2014 erhielt die Band den Americana Award als Duo Group of the Year.
Das Lied The City of Our Lady vom Album Monterey wurde für die Grammy Awards 2016 als beste American-Roots-Darbietung nominiert.
Das Album All the Things That I Did and All the Things That I Didn’t Do wurde für die Grammy Awards 2019 als beste Abmischung eines Albums (ohne Klassik) nominiert.

## Sonstiges
Der Bandname The Milk Carton Kids spielt auf die in den USA in der Vergangenheit übliche Praxis an, die Fotos vermisster Kinder auf Milchverpackungen zu drucken.